# Incident de Kyōtoku
L'incident de Kyōtoku (享徳の乱, Kyōtoku no Ran) désigne une longue série d'escarmouches et de conflits livrés pour le contrôle de la région de Kantō du Japon au XVe siècle. Le conflit commence en 1454 avec l'assassinat d'Uesugi Noritada par le Kantō kubō Ashikaga Shigeuji. Les clans Ashikaga, Uesugi, et d'autres clans se jettent alors dans la bataille, soit pour défense ou attaquer Shigeuji. Le chaos prend fin en 1482, quand la paix est négociée.

## Chronologie
Ashikaga Shigeuji est nommé au poste de Kantō kubō (représentant du shogun dans le Kantō) en 1449, premier Ashikaga à occuper le poste depuis la mort de son père dix ans plus tôt. À ce moment, en 1439, Uesugi Norizane s'est emparé du pouvoir pour son clan. Dix ans plus tard, les Uesugi restent puissants dans le Kantō et en 1454, Shigeuji s'arrange pour faire tuer son adjoint, Uesugi Noritada.
Cet acte est interprété comme une rébellion contre le shogunat et un conflit armé éclate rapidement. Le clan Uesugi se mobilise pour attaquer Shigeuji, et Imagawa Noritada, loyal au shogunat, s'empare et incendie Kamakura, centre de la bureaucratie du Kantō et résidence de Shigeuji. Ce dernier fuit alors la zone pour Koga dans la province de Shimotsuke et devient connu sous le nom Koga kubō. Les Uesugi demandent au shogunat d'envoyer un nouveau kubō pour remplacer Shigeuji et en 1459, Ashikaga Masatomo, le frère du shogun, arrive pour occuper cette position. Cependant, les partisans de Shigeuji refusent de le reconnaître et maintiennent la revendication de la légitimité de Shigeuji au poste. Masatomo installe sa nouvelle demeure à Horigoe dans la province d'Izu. Comme les combats se poursuivent, les deux camps prétendent être du côté du shogunat mais chacune des deux parties empêche l'autre d'exercer le véritable pouvoir et les Uesugi contrôlent une fois de plus la région.
En raison de leur puissance et de leur nombre toujours croissant, les Uesugi sont maintenant divisés en trois branches (Yamanouchi, Ōgigayatsu, et Inukake), nommées d'après les localités du Kantō où ils résident.
La guerre d'Ōnin éclate à Kyoto en 1467, marquant la fin de la puissance réelle du shogunat et le début de l'époque Sengoku, période de chaos et de guerre qui va durer 150 ans. Les combats dans le Kantō entre les Ashikaga et les Uesugi sont suspendus pendant une dizaine d'années, reprennent en 1477 et se terminent en 1482 avec des négociations pour la paix.